# Baumgartenberg
Baumgartenberg là một đô thị ở huyện Perg thuộc bang Oberösterreich, Áo. Đô thị Baumgartenberg có diện tích 15,7 km², dân số thời điểm năm 2006 là 1449 người.